# Episodi di Doraemon (serie animata 2005) (quarta stagione)
Questa è la lista degli episodi della quarta stagione dell'anime 2005 di Doraemon.
In Giappone è stata trasmessa su TV Asahi, dall'11 gennaio al 31 dicembre 2008. In Italia è trasmessa su Boing, dal 22 settembre 2015 al 5 aprile 2016. L'episodio 125 resta tuttavia inedito su Boing e su Cartoon Network, ma è stato reso disponibile su Boomerang, il 9 giugno 2016.

## Speciali
Gli episodi speciali di Doraemon vengono trasmessi in Giappone in occasione di eventi o ricorrenze particolari; sono inediti in Italia.
| Nº  | Giapponese 「Kanji」 - Rōmaji - Traduzione letterale | In onda          | In onda  |
| Nº  | Giapponese 「Kanji」 - Rōmaji - Traduzione letterale | Giapponese       | Italiano |
| S18 | 「ぼく、桃太郎のなんなのさ2008」 - Boku, Momotarō no nan'na no sa 2008 – "Ciò che posso fare per Momotaro!" | 7 marzo 2008     | inedito  |
| S19 | 「特撮ウラドラマン」 - Tokusatsu uradoraman – "Ultra effetti speciali" | 21 marzo 2008    | inedito  |
| S20 | 「キー坊が恋をした」 - Kībō ga koi o shita – "Kībō si innamora"「もうひとつの“緑の巨人伝”」 - Mō hitotsu no “mi dorino kyo jinden" – "Cactus alieni"「ジキルハイド」 - Jikiru haido – "Jekyll e Hyde"                                                                            | 28 marzo 2008    | inedito  |
| S21 | 「眠る海の王国」 - Nemuru umi no ōkoku – "Il re dormiente del mare" | 27 giugno 2008   | inedito  |
| S22 | 「ドラえもんの青い涙」 - Doraemon no aoi namida – "Le lacrime di Doraemon" | 5 settembre 2008 | inedito  |
| S23 | 「海底ハイキング」 - Kaitei haikingu – "Escursione sull'oceano-pavimento"「のび太たちのアイスショー」 - Nobita-tachi no aisushō – "Il pattinaggio invernale di Shizuka" | 24 ottobre 2008  | inedito  |
| S24 | 「ゆうれい城へひっこし」 - Yū rei shiro e hikkoshi – "Il mistero del castello infestato"「野比家が無重力」 - Nobi-ka ga mujūryoku – "Muoversi senza la forza di gravità!"「ネズミが去るまであと4時間」 - Nezumi ga saru made ato 4-jikan – "La battaglia decisiva contro i topi" | 31 dicembre 2008 | inedito  |